# Nicola Conci
Nicola Conci (né le 5 janvier 1997 à Trente) est un coureur cycliste italien, professionnel depuis 2017.

## Biographie
Dans son enfance, Nicola Conci pratique le ski alpin au Sci Club Levico et le football. C'est finalement à 11 ans qu'il vient au cyclisme, sous l'impulsion de son père passionné de vélo,
Il fut l'un des derniers relayeurs de la flamme olympique pour les Jeux Olympiques de Turin 2006
C'est dans les épreuves italiennes des catégories de jeunes que Nicola Conci réalise ses premiers faits d'armes, en 2014 et 2015. Il remporte notamment le Trophée Emilio Paganessi ainsi qu'une étape du Giro della Lunigiana. À Richmond, il termine sixième des Championnats du monde en catégorie juniors. 
En 2017, il s'adjuge le Trophée de la ville de San Vendemiano et le Grand Prix de Poggiana. Il termine également septième du Baby Giro au mois de mai. Grâce à un stage au sein de la formation Trek-Segafredo, Nicola Conci prend part à la victoire de Mads Pedersen lors du Tour du Danemark.
En fin de saison, l'équipe américaine annonce avoir signé le jeune coureur pour les saisons 2018 et 2019.
Au mois de septembre 2020, il termine sixième de la Coppa Sabatini. En mars 2021, il participe à Milan-San Remo, où il est membre de l'échappée du jour.
Membre en 2022 de l'équipe Gazprom-RusVelo, cette formation perd sa licence en mars à la suite de l'invasion de l'Ukraine par la Russie. Conci s'engage alors en mai avec Alpecin-Fenix Development, équipe réserve d'Alpecin-Deceuninck. Il est promu en équipe première en 2023.
Infecté par le SARS-CoV-2, Nicola Conci ne prend pas le départ de la septième étape du Tour d'Italie 2023.

## Palmarès et résultats

### Palmarès par année
- 2013
  - Coppa d'Oro
- 2014
  - Brescia-Monte Magno
  - 2e du Trofeo Buffoni
- 2015
  - Classement général des Tre Giorni Orobica
  - Trofeo Emilio Paganessi
  - 2e étape du Giro della Lunigiana
  - 2e de Brescia-Monte Magno
  - 6e du championnat du monde sur route juniors
- 2017
  - Trophée de la ville de San Vendemiano
  - Grand Prix de Poggiana
  - 2e du Trophée Mario Zanchi
- 2022
  - 3e de l'Arctic Race of Norway
  - 3e de la Veneto Classic

### Résultats sur les grands tours

#### Tour d'Italie
5 participations
- 2019 : 63e
- 2020 : 52e
- 2023 : non-partant (7e étape)
- 2024 : 23e
- 2025 : 56e

#### Tour d'Espagne
1 participation
- 2018 : non-partant (16e étape)

### Classements mondiaux
| Année                                 | 2017 | 2018  | 2019 | 2020 | 2021  | 2022 | 2023 | 2024 |
| ------------------------------------- | ---- | ----- | ---- | ---- | ----- | ---- | ---- | ---- |
| UCI World Tour                        | nc   | 291e  |      |      |       |      |      |      |
| Classement mondial                    | 735e | 963e  | 820e | 223e | 1141e | 183e | 477e | 459e |
| UCI Europe Tour                       | 454e | 1351e | 597e | 186e | 844e  | 150e | nc   | nc   |
| UCI Asia Tour                         | nc   | 708e  |      |      |       |      |      |      |
| UCI America Tour                      | nc   | 189e  |      |      |       |      |      |      |
|                                       |      |       |      |      |       |      |      |      |
| Légende : nc = non classéSource : UCI |      |       |      |      |       |      |      |      |